# Stanley Nwabili
Stanley Bobo Nwabili (Lagos, 10 giugno 1996) è un calciatore nigeriano, portiere del Chippa United e della nazionale nigeriana.

## Carriera

### Nazionale
Nel 2024 è stato convocato per la Coppa d'Africa.

## Statistiche

### Presenze e reti nei club
Statistiche aggiornate al 29 dicembre 2024.
| Stagione               | Squadra                | Campionato             | Campionato | Campionato | Coppe nazionali | Coppe nazionali | Coppe nazionali | Coppe continentali | Coppe continentali | Coppe continentali | Altre coppe | Altre coppe | Altre coppe | Totale | Totale |
| Stagione               | Squadra                | Comp                   | Pres       | Reti       | Comp            | Pres            | Reti            | Comp               | Pres               | Reti               | Comp        | Pres        | Reti        | Pres   | Reti   |
| ---------------------- | ---------------------- | ---------------------- | ---------- | ---------- | --------------- | --------------- | --------------- | ------------------ | ------------------ | ------------------ | ----------- | ----------- | ----------- | ------ | ------ |
| 2018                   | Go Round               | NPFL                   | 17         | -14        | -               | -               | -               | -                  | -                  | -                  | -           | -           | -           | 17     | -14    |
| 2019                   | Enyimba                | NPFL                   | 7          | -3         | -               | -               | -               | -                  | -                  | -                  | -           | -           | -           | 7      | -3     |
| 2019-2020              | Enyimba                | NPFL                   | 5          | -9         | -               | -               | -               | CCC                | 2                  | -2                 | -           | -           | -           | 7      | -11    |
| Totale Fortuna Enyimba | Totale Fortuna Enyimba | Totale Fortuna Enyimba | 12         | -12        |                 | -               | -               |                    | 2                  | -2                 |             | -           | -           | 14     | -14    |
| 2020-mag. 2021         | Wikki Tourists         | NPFL                   | 18         | -13        | -               | -               | -               | -                  | -                  | -                  | -           | -           | -           | 18     | -13    |
| mag.-ago. 2021         | Lobi Stars             | NPFL                   | 15         | -13        | -               | -               | -               | -                  | -                  | -                  | -           | -           | -           | 15     | -13    |
| 2021-mar. 2022         | Lobi Stars             | NPFL                   | 13         | -19        | -               | -               | -               | -                  | -                  | -                  | -           | -           | -           | 13     | -19    |
| Totale Lobi Stars      | Totale Lobi Stars      | Totale Lobi Stars      | 28         | -32        |                 | -               | -               |                    | -                  | -                  |             | -           | -           | 28     | -32    |
| apr.-lug. 2022         | Katsina Utd            | NPFL                   | 12         | -10        | -               | -               | -               | -                  | -                  | -                  | -           | -           | -           | 12     | -10    |
| 2022-2023              | Chippa United          | PD                     | 6          | -5         | CS              | 3               | -3              | -                  | -                  | -                  | -           | -           | -           | 9      | -8     |
| 2023-2024              | Chippa United          | PD                     | 26         | -23        | CS              | 3               | -4              | -                  | -                  | -                  | -           | -           | -           | 29     | -27    |
| 2024-2025              | Chippa United          | PD                     | 11         | -10        | CS              | 0               | 0               | -                  | -                  | -                  | CK          | 1           | -1          | 12     | -11    |
| Totale Chippa United   | Totale Chippa United   | Totale Chippa United   | 43         | -38        |                 | 6               | -7              |                    | -                  | -                  |             | 1           | -1          | 50     | -46    |
| Totale carriera        | Totale carriera        | Totale carriera        | 130        | -119       |                 | 6               | -7              |                    | 2                  | -2                 |             | 1           | -1          | 139    | -129   |

### Cronologia presenze e reti in nazionale
| Cronologia completa delle presenze e delle reti in nazionale ― Nigeria | Cronologia completa delle presenze e delle reti in nazionale ― Nigeria | Cronologia completa delle presenze e delle reti in nazionale ― Nigeria | Cronologia completa delle presenze e delle reti in nazionale ― Nigeria | Cronologia completa delle presenze e delle reti in nazionale ― Nigeria | Cronologia completa delle presenze e delle reti in nazionale ― Nigeria | Cronologia completa delle presenze e delle reti in nazionale ― Nigeria | Cronologia completa delle presenze e delle reti in nazionale ― Nigeria |
| Data                                                                   | Città                                                                  | In casa                                                                | Risultato                                                              | Ospiti                                                                 | Competizione                                                           | Reti                                                                   | Note                                                                   |
| ---------------------------------------------------------------------- | ---------------------------------------------------------------------- | ---------------------------------------------------------------------- | ---------------------------------------------------------------------- | ---------------------------------------------------------------------- | ---------------------------------------------------------------------- | ---------------------------------------------------------------------- | ---------------------------------------------------------------------- |
| 3-7-2021                                                               | Los Angeles                                                            | Messico                                                                | 4 – 0                                                                  | Nigeria                                                                | Amichevole                                                             | -4                                                                     |                                                                        |
| 8-1-2024                                                               | Abu Dhabi                                                              | Guinea                                                                 | 2 – 0                                                                  | Nigeria                                                                | Amichevole                                                             | -2                                                                     |                                                                        |
| 14-1-2024                                                              | Abidjan                                                                | Nigeria                                                                | 1 – 1                                                                  | Guinea Equatoriale                                                     | Coppa d'Africa 2023 - 1º turno                                         | -1                                                                     |                                                                        |
| 18-1-2024                                                              | Abidjan                                                                | Costa d'Avorio                                                         | 0 – 1                                                                  | Nigeria                                                                | Coppa d'Africa 2023 - 1º turno                                         | -                                                                      | 90+2’                                                                  |
| 22-1-2024                                                              | Abidjan                                                                | Guinea-Bissau                                                          | 0 – 1                                                                  | Nigeria                                                                | Coppa d'Africa 2023 - 1º turno                                         | -                                                                      |                                                                        |
| 27-1-2024                                                              | Abidjan                                                                | Nigeria                                                                | 2 – 0                                                                  | Camerun                                                                | Coppa d'Africa 2023 - Ottavi di finale                                 | -                                                                      | 80’                                                                    |
| 2-2-2024                                                               | Abidjan                                                                | Nigeria                                                                | 1 – 0                                                                  | Angola                                                                 | Coppa d'Africa 2023 - Quarti di finale                                 | -                                                                      |                                                                        |
| 7-2-2024                                                               | Bouaké                                                                 | Nigeria                                                                | 1 – 1 dts (4 – 2 dtr)                                                  | Sudafrica                                                              | Coppa d'Africa 2023 - Semifinale                                       | -                                                                      |                                                                        |
| 11-2-2024                                                              | Abidjan                                                                | Nigeria                                                                | 1 – 2                                                                  | Costa d'Avorio                                                         | Coppa d'Africa 2023 - Finale                                           | -2                                                                     | 53’                                                                    |
| 22-3-2024                                                              | Marrakech                                                              | Ghana                                                                  | 1 – 2                                                                  | Nigeria                                                                | Amichevole                                                             | -1                                                                     |                                                                        |
| 26-3-2024                                                              | Marrakech                                                              | Mali                                                                   | 2 – 0                                                                  | Nigeria                                                                | Amichevole                                                             | -2                                                                     |                                                                        |
| 7-6-2024                                                               | Uyo                                                                    | Nigeria                                                                | 1 – 1                                                                  | Sudafrica                                                              | Qual. Mondiali 2026                                                    | -1                                                                     |                                                                        |
| 10-6-2024                                                              | Abidjan                                                                | Benin                                                                  | 2 – 1                                                                  | Nigeria                                                                | Qual. Mondiali 2026                                                    | -2                                                                     |                                                                        |
| 7-9-2024                                                               | Uyo                                                                    | Nigeria                                                                | 3 – 0                                                                  | Benin                                                                  | Qual. Coppa d'Africa 2025                                              | -                                                                      |                                                                        |
| 10-9-2024                                                              | Kigali                                                                 | Ruanda                                                                 | 0 – 0                                                                  | Nigeria                                                                | Qual. Coppa d'Africa 2025                                              | -                                                                      |                                                                        |
| 11-10-2024                                                             | Uyo                                                                    | Nigeria                                                                | 1 – 0                                                                  | Libia                                                                  | Qual. Coppa d'Africa 2025                                              | -                                                                      |                                                                        |
| 14-11-2024                                                             | Abidjan                                                                | Benin                                                                  | 1 – 1                                                                  | Nigeria                                                                | Qual. Coppa d'Africa 2025                                              | -1                                                                     |                                                                        |
| 21-3-2025                                                              | Kigali                                                                 | Ruanda                                                                 | 0 – 2                                                                  | Nigeria                                                                | Qual. Mondiali 2026                                                    | -                                                                      |                                                                        |
| 25-3-2025                                                              | Uyo                                                                    | Nigeria                                                                | 1 – 1                                                                  | Zimbabwe                                                               | Qual. Mondiali 2026                                                    | -1                                                                     |                                                                        |
| 28-5-2025                                                              | Brentford                                                              | Ghana                                                                  | 1 – 2                                                                  | Nigeria                                                                | Amichevole                                                             | -1                                                                     |                                                                        |
| 31-5-2025                                                              | Brentford                                                              | Giamaica                                                               | 2 – 2 (4 – 5 dtr)                                                      | Nigeria                                                                | Amichevole                                                             | -2                                                                     | 57’                                                                    |
| Totale                                                                 |                                                                        | Presenze                                                               | 21                                                                     |                                                                        | Reti                                                                   | -21                                                                    |                                                                        |

## Palmarès

### Club

#### Competizioni nazionali
- Campionato nigeriano: 1

Enyimba: 2019